# Gummilager
Das Gummilager oder die Silentbuchse ist die Kombination der metallischen Buchse eines Drehlagers mit einem Gummielement, das die Lagerbuchse umfasst. Der Gummi ist wiederum von einer metallischen Hülse umgeben, mit der das Lager z. B. an einem Maschinengestell befestigt wird. Die Gummihülse ist an die innere und an die äußere Metallhülse jeweils anvulkanisiert. 
Außer zur Dämpfung der Übertragung von Schall und Vibrationen wird dieses Gelenk (theoretischer Freiheitsgrad f=1) insbesondere im Automobilbau, z. B. in Radaufhängungen, als kostengünstiger Ersatz für Kugelgelenke (f=3) verwendet. Das elastisch mögliche Kippen der Lagerbuchse um einen kleinen „kardanischen Winkel“ ist dort ausreichend für die beiden zusätzlich erforderlichen Freiheitsgrade. Die kardanischen Winkel erreichen Werte bis ±5°, die ebenfalls ausgenutzte axiale elastische Beweglichkeit beträgt bis ±3 mm.
Im Automobilbau wurde für die Lagerung von Verbundlenkerachsen die Bauart des spurkorrigierenden Gummilagers entwickelt. Hier sind Lagerbuchse und Gummihülse über einen Teil des Umfangs konisch, wodurch das kurvenäußere Rad „in Vorspur bewegt“  wird (Verbundlenkerachse bei Kurvenfahrt um Hochachse gedreht). 
Ein Silentblock ist ebenfalls ein Verbindungselement mit einer dämpfenden Zwischenschicht aus Gummi, das jedoch kein Drehlager enthält.